# Stazione di Certosa di Pavia
La stazione di Certosa di Pavia è una stazione ferroviaria posta lungo la linea Milano-Genova. Sita nel territorio comunale di Giussago, in particolare nella frazione di Guinzano, prende il nome dalla Certosa di Pavia, posta poco distante nell'omonimo comune.

## Storia
La stazione fu attivata nel Maggio 1862, all'apertura della linea Rogoredo-Pavia.
Fino al 1935 era denominata semplicemente "Certosa".
La stazione compare nelle scene iniziali del film È arrivato mio fratello di Castellano e Pipolo, del 1985.

## Strutture e impianti
La stazione è dotata di tre binari; I primi due di corsa; vi è poi un terzo binario di circolazione, usato per le precedenze.

Piazzale dei Binari.

## Movimento
La stazione di Certosa di Pavia è servita dai treni suburbani della linea S13, eserciti da Trenord e cadenzati a frequenza semioraria.

## Servizi
La stazione offre i seguenti servizi:
- Biglietteria automatica
- Sala di attesa
- Servizi igienici

## Interscambi
Tra il 1913 e il 1944 tranvia a cavalli collegava la stazione con la vicina Certosa.